# Macrodelphinus
Macrodelphinus (лат.) — род вымерших зубатых китов из семейства Eurhinodelphinidae, известных из морских отложений верхнего олигоцена (хаттский ярус) Калифорнии.

## Описание
Macrodelphinus был размером с косатку и сходен с другими представителями семейства Eurhinodelphinidae, благодаря своей морде и верхней челюсти, похожих на таковые у меч-рыбы. Судя по размеру тела и зубов, занимал экологическую нишу сверххищников.

## История изучения
Macrodelphinus известен по частично сохранившемуся черепу, найденному в отложении Jewett Sand Formation в калифорнийском округе Керн. Wilson, описавший новые род и вид Macrodelphinus kelloggi в 1935 году, первоначально отнёс их к семейству дельфиновых. С 1977 года род включают в семейство Eurhinodelphinidae, хотя в 2015 году в работе Ламберта и коллег его отнесли непосредственно к зубатым китам.
Вид Champsodelphis valenciennesii Brandt, 1873, известный по остаткам морды из морских отложений в Ландах, Франция, был отнесён к роду Macrodelphinus Келлоггом в 1944 году.

## Классификация
По данным сайта Paleobiology Database, на январь 2019 года в род включают 2 вымерших вида:
- Macrodelphinus kelloggi Wilson, 1935
- Macrodelphinus valenciennesii (Brandt, 1873) [syn. Champsodelphis valenciennesii Brandt, 1873]